# Ганьонок
Ганьо́нок (рос. Ганёнок) — селище у складі Панкрушихинського району Алтайського краю, Росія. Входить до складу Зятьковської сільської ради.

## Населення
Населення — 15 осіб (2010; 86 у 2002).
Національний склад (станом на 2002 рік):
- росіяни — 94 %